# 東日本ジャンボリー
東日本ジャンボリー（ひがしにほんジャンボリー）は、関東ラグビーフットボール協会が主催するジュニア・ラグビー（中学生による12人制ラグビー）の大会。毎年7月末に長野県菅平のサニアパークにて開催される。

## 大会概要
中学校の県選抜チームの試合は全国ジュニア大会の予選として実施される。試合時間は、「日本協会の改訂版競技規則（ラグラグビー、U-12ラグビー、U-15ラグビー、19歳未満 国内高専・高校以下用）」に基づき、1日2試合実施する場合は、競技時間は17分ハーフで行われる。（U13は15分ハーフ）また、1日70分を超える試合を行うことは禁止されている。